# Dorfkirche Kleinhettstedt

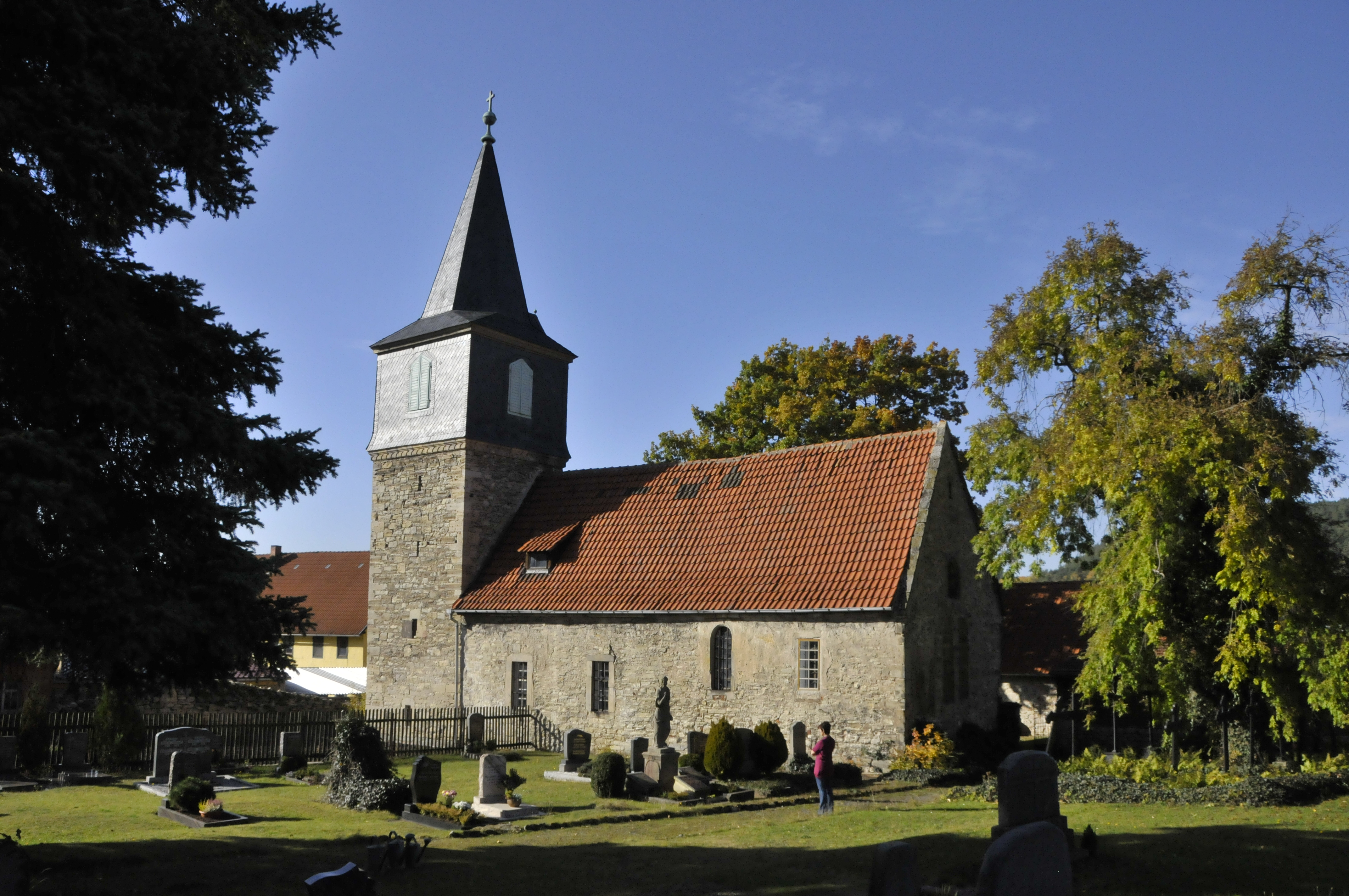
Die Kirche

Die evangelische Dorfkirche Kleinhettstedt steht auf einer südlichen Anhöhe am Dorfausgang Richtung Döllstedt im Ortsteil Kleinhettstedt der Stadt Stadtilm im Ilm-Kreis in Thüringen.

## Geschichte
Die Dorfkirche Kleinhettstedt wurde bereits im 15. Jahrhundert gebaut. Sie und auch der umliegende Gottesacker wurden durch die Pflege der Kirchgemeinde ein Kleinod des Dorfes.
Neuerdings sind die Kirchgemeinden Kleinhettstedt und Großhettstedt kooperativ mit der Kirchgemeinde Dienstedt verbunden und gehören zur Kirchengemeinde Stadtilm im Kirchenkreis Arnstadt-Ilmenau der Evangelischen Kirche in Mitteldeutschland.